# 파리 북역
파리 북역(Paris-Nord, Gare du Nord)은 프랑스의 수도인 파리 10구에 있는 프랑스 국철 (SNCF), 파리 교통공단 (RATP)의 역이다. 정식명칭은 Gare du Nord. 하지만 프랑스 사람은 편하게 Paris Nord라고 부르는 사람이 많다. 프랑스 최대의 역이며, 유럽 최대의 역으로 유로스타, 탈리스, TGV등 고속열차의 시종착역이며, RER B, D선과 파리 메트로 4, 5호선이 정차한다.

## 노선
- 유로스타 : 파리-런던
- 탈리스 : 파리-브뤼셀, 파리-암스테르담, 파리-쾰른
- 야간열차 : 파리-베를린
- TGV : 파리-릴 방향의 프랑스 북동쪽 지역
- Intercité 및 TER : 파리-릴 방향의 프랑스 북동쪽 지역
- Transilien H,K선 : 파리-파리 북부 외곽 도시